# Bönigen
Bönigen (toponimo tedesco) è un comune svizzero di 2 512 abitanti del Canton Berna, nella regione dell'Oberland (circondario di Interlaken-Oberhasli).

## Geografia fisica
Bönigen si affaccia sul Lago di Brienz.

## Monumenti e luoghi d'interesse

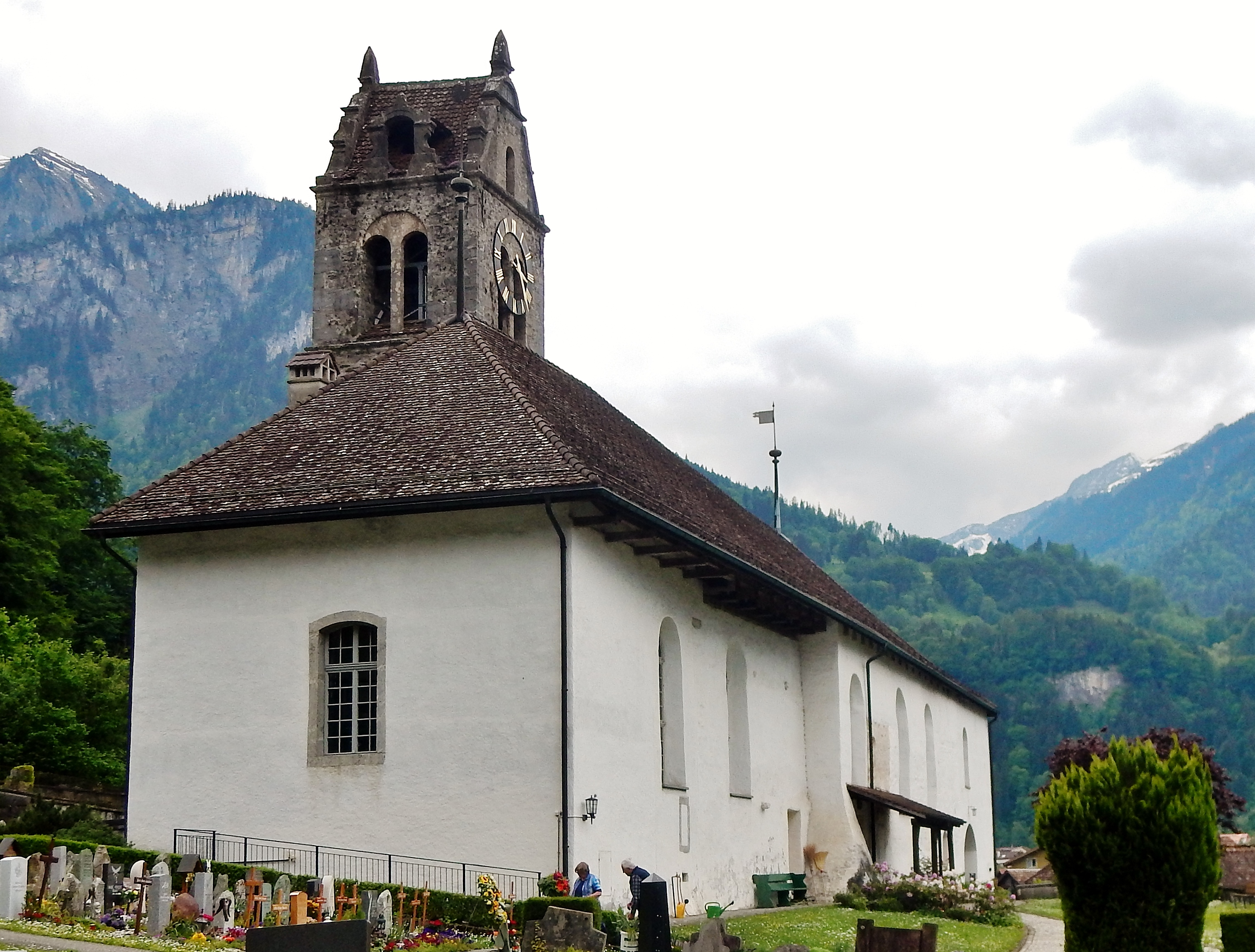
La chiesa riformata

- Chiesa riformata, eretta nel 1957[1].

## Società

### Evoluzione demografica
L'evoluzione demografica è riportata nella seguente tabella:
Abitanti censiti

## Infrastrutture e trasporti
Bönigen è stato servito fino al 1969 dall'omonima stazione sulla ferrovia Thunerseebahn.

## Amministrazione
Dal 1861 comune politico e comune patriziale sono uniti.